# Gyūtan

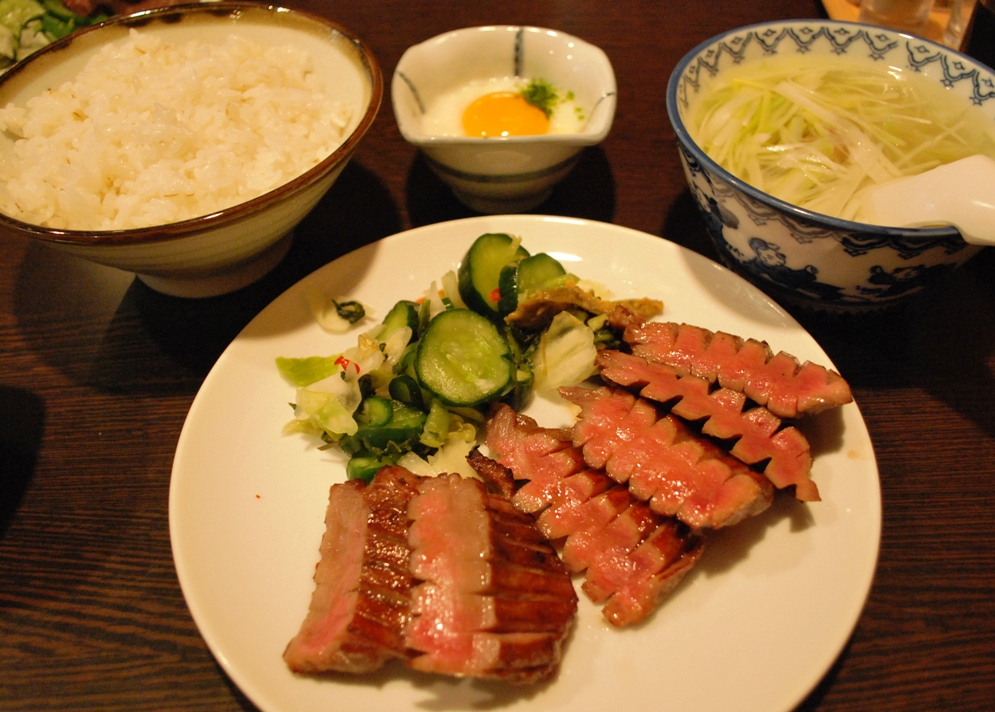
Gyūtan teishoku, un table d'hôte de gyūtan en Sendai.

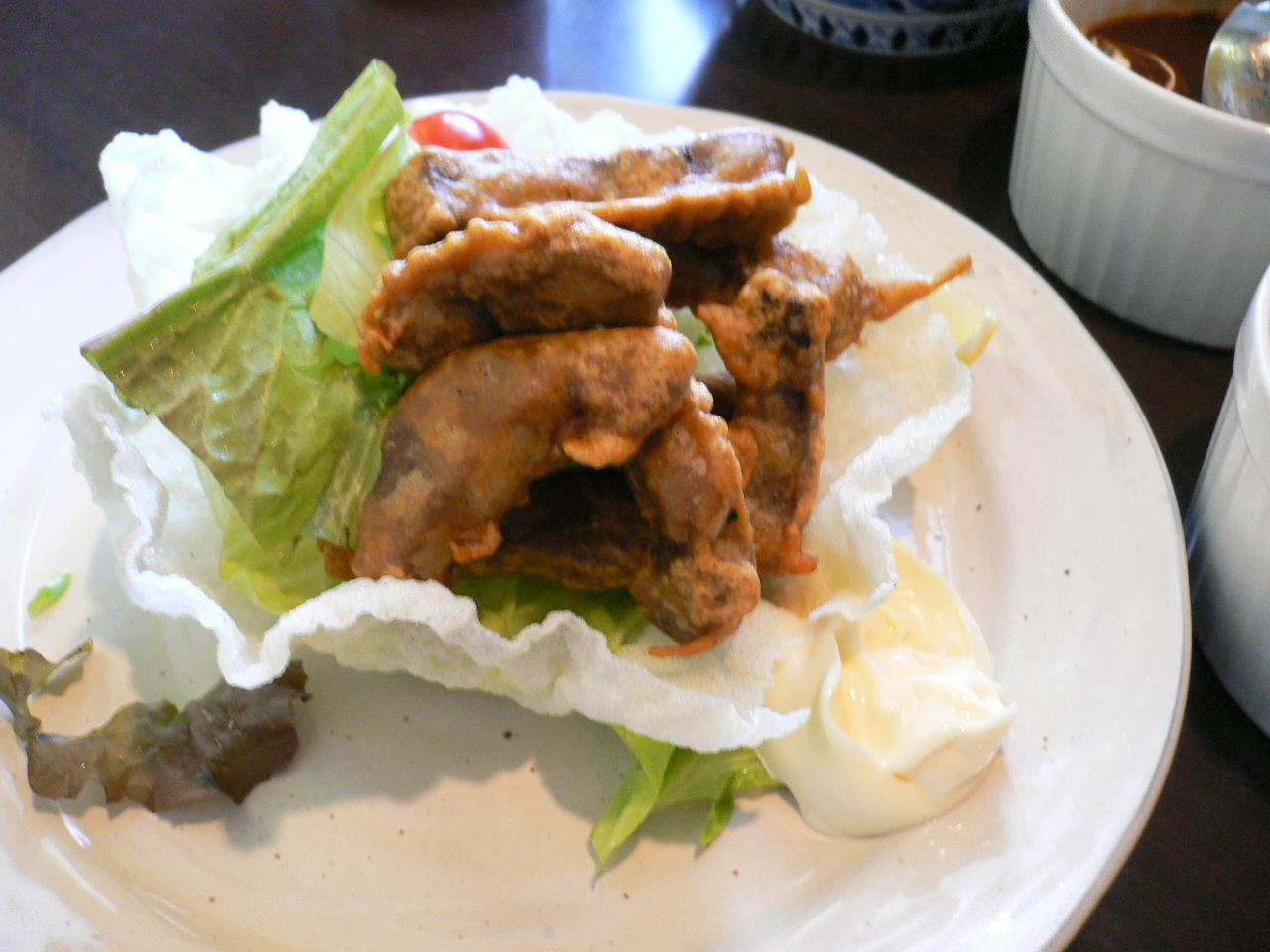
Gyūtan karaage.

El gyūtan (牛タン?) es una receta japonesa hecha con lengua de ternera a la parrilla. El nombre es una combinación de la palabra japonesa para ‘vaca’ (牛 gyū?) y la inglesa tongue, ‘lengua’. Como significa pues literalmente ‘lengua de ternera’, el término se usa como genérico para este corte de carne.
La costumbre de cocinar gyūtan se originó en Sendai en 1948, y suele servirse con arroz y cebada, sopa de rabo, y encurtidos en ese región. En otras partes de Japón el gyūtan se sirve con mayor frecuencia en restaurantes yakiniku. Originalmente se concibió para condimentarse con sal, lo que llevó a llamarlo tanshio (タン塩?  literalmente ‘lengua en sal’) en muchos restaurantes yakiniku. Sin embargo, algunas tiendas sirven actualmente el gyūtan con salsa tare.

## Historia
El gyūtan fue creando cuando Sano Keishirō, el propietario de un restaurante yakitori en Sendai, abrió un nuevo restaurante que servía platos de lengua de ternera en 1948. Este local se llamaba Tasuke (太助), y sigue considerándose uno de los mejores lugares para comer gyūtan en Sendai. Sano decidió abrir este restaurante para usar las lenguas y rabos de vaca que desechaban las fuerzas ocupantes, que se apostaron en Sendai tras la derrota de Japón en la Segunda Guerra Mundial. El gyūtan se consideró inicialmente un plato bastante inusual, pero adquirió gradualmente popularidad en todo el país, en parte porque los oficinistas que eran trasladados desde Sendai extendían su reputación a otras ciudades.
Los restaurantes de gyūtan tuvieron un impulso en 1991, cuando las cuotas de importación de ternera de Japón fueron eliminadas. En 2003, el gobierno japonés prohibió temporalmente la importación de ternera estadounidense tras los brotes de enfermedad de las vacas locas en ese país. Esto fue un golpe devastador para muchos restaurantes gyūtan. Por ejemplo, el 90% de las lenguas de ternera empleadas en restaurantes gyūtan de Sendai eran importadas de los Estados Unidos. Además, algunos puristas afirma que la ternera estadounidense contiene la cantidad ideal de grasa para los platos gyūtan y rechazan el uso de ternera australiana. Como las lenguas de ternera pueden tener altas cantidades de los priones que provocan la enfermedad de las vacas locas, el futuro del gyūtan es ambiguo.